# محمدآباد، قنوات
محمدآباد، قنوات روستایی در بخش مرکزی شهرستان قم در استان قم است.